# Temporada de huracanes del Pacífico de 2022
La temporada de huracanes del Pacífico de 2022 fue un evento en el ciclo anual de formación de ciclones tropicales. La temporada inició oficialmente el 15 de mayo en el Océano Pacífico Oriental y el 1 de junio en el Pacífico Central, estos finalizaron el 30 de noviembre en ambas zonas. Estas fechas delimitan convencionalmente el período de cada año cuando la mayor parte de ciclones tropicales se forman en el océano Pacífico. Sin embargo, la formación de ciclones tropicales son posibles en cualquier tiempo.
La primera tormenta nombrada de la temporada, el huracán Agatha, se formó el 28 de mayo y tocó tierra dos días después con una fuerza de categoría 2 en la escala de huracanes de Saffir-Simpson (EHSS), lo que lo convierte en el huracán más fuerte registrado en tocar tierra durante el mes de mayo en el cuenca del Pacífico Oriental. En junio, el huracán Blas y la tormenta tropical Celia provocaron fuertes lluvias en el suroeste de México a pesar de permanecer en alta mar. El primer gran huracán de la temporada, el huracán Bonnie, ingresó a la cuenca desde el Atlántico el 2 de julio, luego de cruzar Nicaragua, convirtiéndose en la primera tormenta en sobrevivir al cruce del Atlántico al Pacífico desde el huracán Otto en 2016.

## Pronósticos
Los pronósticos incluyen cambios semanales y mensuales en factores importantes que ayudan a determinar la cantidad de tormentas tropicales, huracanes y huracanes importantes dentro de un año en particular. Según Administración Nacional Oceánica y Atmosférica (NOAA), la temporada promedio de huracanes en el Pacífico entre 1991 y 2020 contenía aproximadamente 15 tormentas tropicales, 8 huracanes y 4 huracanes mayores. La  Administración Nacional Oceánica y Atmosférica (NOAA) generalmente clasifica una temporada como superior al promedio, promedio o inferior al promedio según el índice ACE acumulativo, pero ocasionalmente también se considera el número de tormentas tropicales, huracanes y huracanes importantes dentro de una temporada de huracanes. Los factores que esperaban que redujeran la actividad eran temperaturas de la superficie del mar cercanas o inferiores al promedio en el Pacífico oriental y El Niño-Oscilación del Sur permaneciendo en la fase neutral, con la posibilidad de que se desarrollara La Niña, lo que corresponde a una baja probabilidad de que El Niño se forme.
El 17 de mayo de 2022, el Servicio Meteorológico Nacional (SMN) emitió su pronóstico para la temporada, pronosticando un total de 14 a 19 tormentas nombradas, 6 a 9 huracanes y 2 a 4 huracanes mayores en desarrollo. El 24 de mayo de 2022, la Administración Nacional Oceánica y Atmosférica (NOAA, por sus siglas en inglés) emitió su pronóstico, y pidió una temporada por debajo de lo normal con 10 a 17 tormentas nombradas, 4 a 8 huracanes, 0 a 3 huracanes mayores y un índice de energía ciclónica acumulada. del 45% al 100% de la mediana.

## Resumen de la temporada
La temporada comenzó con la formación del huracán Agatha el 28 de mayo, que rápidamente se intensificó hasta convertirse en un huracán de categoría 2 antes de tocar tierra a lo largo de la costa suroeste de México dos días después. Este marcó el huracán del Pacífico más fuerte que tocó tierra durante el mes de mayo desde que comenzaron los registros en 1949. La actividad continuó en junio con la formación del huracán Blas, que causó cuatro muertes en la costa del suroeste de México, y la tormenta tropical Celia, que deambuló por la cuenca durante doce días a fines de junio. Cuatro días después de que Celia se disipara, la tormenta tropical Bonnie se convirtió en la primera en sobrevivir al paso del Atlántico al Pacífico desde el huracán Otto en 2016. También se convirtió en el primer gran huracán de la temporada. El mismo día que Bonnie se disipó, se formó la depresión que se convertiría en el huracán Darby. La tormenta se intensificó rápidamente hasta convertirse en la tormenta más fuerte de la temporada hasta el momento a fines del 11 de julio y luego cruzó hacia el Pacífico central el 14 de julio. Al día siguiente, el huracán Estelle se formó y acompañó la costa de México durante la mayor parte de sus seis días de existencia. Después de un breve período sin ciclones tropicales activos, la actividad de julio continuó con la formación del huracán Frank y la tormenta tropical Georgette. El índice de Energía Ciclónica Acumulada (ECA) para la temporada de huracanes en el Pacífico de 2022, en total fue es de 114.985 unidades (111.1775 unidades en el Pacífico Oriental y 3.8075 unidades en el Pacífico Central).

## Ciclones tropicales

### Huracán Agatha
Durante el 22 de mayo de 2022, el Centro Nacional de Huracanes (NHC) notó el posible desarrollo de un área de baja presión ubicada a varias millas de la costa suroeste de México. Tomando una ruta hacia el oeste, se desarrolló una amplia área de baja presión que produjo lluvias y tormentas eléctricas desorganizadas alrededor de las 06:00 UTC del 24 de mayo. El 28 de mayo, el Centro Nacional de Huracanes (NHC) lo actualizó a depresión tropical, recibiendo la designación Uno-E, convirtiéndose en el primer sistema de esta temporada. A las 09:00 UTC del mismo día, la tormenta se fortaleció hasta convertirse en una tormenta tropical y se le dio el nombre de Agatha, ya que su convección se había organizado significativamente junto con haber desarrollado una pequeña nubosidad densa central. Agatha continuó organizándose en base a imágenes satelitales, con la formación de bandas curvas. Más tarde, se formó un estallido de convección cerca del centro y las imágenes de microondas revelaron que Agatha había mejorado su estructura convectiva y alineado mejor su circulación de bajo nivel. El Centro Nacional de Huracanes (NHC) evaluó que el sistema se había fortalecido a un huracán de categoría 1 en la escala de huracanes de Saffir-Simpson (EHSS) a las 12:00 UTC del 29 de mayo. Agatha pronto comenzó a intensificarse rápidamente debido a que se detuvo sobre un área de agua tibia cerca de 86 °F (30 °C) con poca cizalladura vertical del viento, convirtiéndose en un huracán de categoría 2 de alto nivel nueve horas después. Agatha tocó tierra al oeste de Puerto Ángel en Oaxaca a las 21:00 UTC del 30 de mayo, convirtiéndose en el huracán más fuerte en tocar tierra durante el mes de mayo en la cuenca del Pacífico oriental desde que comenzaron los registros confiables en 1949. A medida que el sistema se acercaba a la costa de México, el satélite indicó que la tormenta mostraba convección ocular y permanecía bastante simétrica alrededor del centro del huracán. A las 21:00 UTC del 30 de mayo, el ciclón tocó tierra cerca de Puerto Ángel en Oaxaca. Los vientos sostenidos de Agatha cayeron a la fuerza de categoría 1 unas tres horas después, cuando estaba ubicado a unas 15 millas (25 km) al norte-noreste de Puerto Ángel. A medida que el sistema avanzaba sobre el terreno montañoso de Oaxaca el 31 de mayo, se deterioró rápidamente, debilitándose hasta convertirse en tormenta tropical a las 03:00 UTC y en depresión tropical a las 12:00 UTC. El centro de bajo nivel de Agatha se disipó más tarde ese mismo día.
Las fuertes lluvias provocadas por la tormenta provocaron deslizamientos de tierra e inundaciones repentinas en muchas partes de Oaxaca. Agatha mató a nueve personas, todas en la Sierra Madre del Sur, con otras seis desaparecidas.

### Huracán Blas
El 7 de junio de 2022, el Centro Nacional de Huracanes (NHC) pronosticó por primera vez la formación de un área de baja presión justo al sur del Golfo de Tehuantepec y señaló su potencial para un posible desarrollo tropical. Cuatro días después, se formó un área de baja presión y su actividad de lluvia mostró signos de una mayor organización. A primeras horas del 14 de junio, el sistema de baja presión se había convertido en una depresión, mientras que su centro estaba ubicado a unas 395 millas (635 km) al sur-sureste de Manzanillo en Colima. Más tarde ese día, la depresión se fortaleció en la tormenta tropical Blas. Las imágenes de satélite revelaron que se desarrolló un núcleo convectivo. Blas retuvo una estructura bien definida con características de bandas, ya que una densa nubosidad central circular se incrustó en el sistema. Blas continuó fortaleciéndose rápidamente a medida que desarrollaba un núcleo interno, y la tormenta se convirtió en un sistema de Categoría 1 a las 15:00 UTC del 15 de junio. Luego, Blas continuó mejorando su estructura, desarrollando un ojo de nivel medio en las partes occidentales del ciclón. Un flujo de salida de nivel superior y cimas de nubes frías hicieron que el ciclón mantuviera su intensidad; sin embargo, la convección profunda central solo ocurrió en el semicírculo sur de Blas. Blas se fortaleció aún más el 17 de junio, alcanzando su máxima intensidad con vientos máximos sostenidos de 1 minuto que aumentaron a cerca de 90 mph (150 km/h). Sin embargo, más tarde en el día, las condiciones se volvieron desfavorables y el sistema comenzó a deteriorarse. Su centro de nivel medio se cortó hacia el suroeste, sin convección profunda cerca del centro de la superficie, y a las 03:00 UTC del 18 de junio, Blas se había debilitado hasta convertirse en tormenta tropical. A las 09:00 UTC del 20 de junio, la tormenta se degradó a depresión tropical y, seis horas después, hizo la transición a un ciclón postropical mientras se encontraba a unas 350 millas (565 km) al suroeste del extremo sur de la península de Baja California.
Los fuertes vientos y las intensas lluvias provocaron derrumbes, desprendimiento de cerros, desbordamiento de quebradas e inundaciones en varios estados de la República Mexicana, especialmente Michoacán y Guerrero. Blas provocó cuatro muertes, dos en Guerrero y dos en Puebla. El daño general fue relativamente mínimo.

### Tormenta tropical Celia
El 11 de junio, el Centro Nacional de Huracanes (NHC) comenzó a pronosticar que se formaría un área de baja presión durante los próximos días al sur o suroeste de la costa de América Central. Una vaguada de baja presión se formó doscientas millas al suroeste de las costas de Nicaragua y Honduras dos días después. La estructura convectiva dentro de la baja se organizó mejor y a las 21:00 UTC del 16 de junio, el Centro Nacional de Huracanes (NHC) clasificó la perturbación como una depresión tropical mientras estaba situada a 205 millas (330 km) al sur-suroeste de San Salvador, El Salvador. Al día siguiente, el sistema se fortaleció hasta convertirse en una tormenta tropical y se le asignó el nombre de Celia. Sin embargo, poco después, la presentación satelital general de la tormenta comenzó a degradarse, con su convección más profunda desplazada hacia el noroeste de la circulación expuesta de bajo nivel, y Celia fue degradada a depresión tropical el 18 de junio. La depresión se vio afectada negativamente por fuertes vientos en los niveles superiores, lo que resultó en una cizalladura del viento moderada a medida que avanzaba hacia el oeste-suroeste durante los días siguientes debido al flujo de dirección de una cresta de nivel medio hacia el norte. La convección profunda aumentó el 21 de junio y Celia se fortaleció hasta convertirse en tormenta tropical. La tormenta se intensificó ligeramente al día siguiente a medida que avanzaba hacia el oeste-noroeste a 10 mph (15 km/h), mientras era dirigida por una fuerte cresta de nivel medio centrada sobre el centro-sur de los Estados Unidos. La cizalladura de capa profunda que había impedido durante días el desarrollo de Celia a una tormenta más fuerte disminuyó considerablemente el 24 de junio y la tormenta se intensificó, alcanzando vientos sostenidos de 65 mph (100 km/h) con una presión barométrica mínima de 993 mbar (29,32 inHg) más tarde ese día. El 25 de junio, Celia pasó al sur de la isla Socorro y se adentró en aguas más frías. Aunque comenzó a debilitarse, el sistema se recuperó inesperadamente a última hora del 26 de junio, cuando se desarrolló un ojo de nivel medio y los vientos aumentaron a 60 mph (95 km/h). Sin embargo, esta reintensificación fue breve y, a primera hora del día siguiente, Celia solo producía pequeños estallidos de convección en las partes oeste y sur de su circulación. A las 09:00 UTC del 28 de junio, Celia se debilitó hasta convertirse en una depresión tropical y degeneró en una depresión remanente 12 horas después.
Mientras estaba estancada en la costa de América Central, las fuertes lluvias de Celia y un sistema de baja presión cercano afectaron a más de 28.000 personas en Guatemala. Se ha atribuido una muerte a Celia. Ocurrió en Oaxaca, donde un hombre se ahogó.

## Nombres de los ciclones tropicales
Los siguientes nombres se utilizarán para las tormentas con nombre que se formen en el noreste del Océano Pacífico durante 2022. Los nombres retirados, si los hubiera, serán anunciados por la Organización Meteorológica Mundial durante la XLV sesión de la RA VI Hurricane Committee en la primavera de 2023. Los nombres que no se retiren de esta lista se volverán a utilizar en la temporada de 2028. Esta es la misma lista utilizada en la temporada de 2016.
| - Agatha - Blas - Celia - Darby - Estelle - Frank - Georgette - Howard | - Ivette - Javier - Kay - Lester - Madeline - Newton - Orlene - Paine | - Roslyn - Seymour (sin usar) - Tina (sin usar) - Virgil (sin usar) - Winifred (sin usar) - Xavier (sin usar) - Yolanda (sin usar) - Zeke (sin usar) |

- Adicionalmente, Bonnie y Julia ingresaron a la cuenca del Pacífico nororiental desde la cuenca del Atlántico después de atravesar América Central como ciclones tropicales. A medida que los sistemas sobrevivían el paso entre cuencas, conservaron su nombre de la lista de nombres del Atlántico.

Para las tormentas que se forman en el área de responsabilidad del Centro de Huracanes del Pacífico Central, que abarca el área entre 140 grados al oeste y la Línea internacional de cambio de fecha, todos los nombres se utilizan en una serie de cuatro listas rotatorias. Los siguientes cuatro nombres que se programarán para su uso en la temporada de 2022 se muestran a continuación de esta lista.
| - Hone (sin usar) - Iona (sin usar) | - Keli (sin usar) - Lala (sin usar) | - Moke (sin usar) - Nolo (sin usar) |

## Estadísticas de temporada
Esta es una tabla de todas los sistemas que se han formado en la temporada de 2022. Incluye su duración, nombres, áreas afectada(s), indicados entre paréntesis, daños y muertes totales. Las muertes entre paréntesis son adicionales e indirectas, pero aún estaban relacionadas con esa tormenta. Los daños y las muertes incluyen totales mientras que la tormenta era extratropical, una onda o un baja, y todas las cifras del daño están en USD 2022.
| DT | TT | 1 | 2 | 3 | 4 | 5 |

| Nombre                  | Fechas activo                   | Categoría de tormenta en intensidad máxima | Vientos máx. (km/h) | Presión min (hPa) | ACE     | Áreas afectadas                             | Áreas afectadas  | Áreas afectadas | Daños (en millones USD) | Muertos |
| Nombre                  | Fechas activo                   | Categoría de tormenta en intensidad máxima | Vientos máx. (km/h) | Presión min (hPa) | ACE     | Lugar                                       | Fecha            | Vientos (km/h)  | Daños (en millones USD) | Muertos |
| ----------------------- | ------------------------------- | ------------------------------------------ | ------------------- | ----------------- | ------- | ------------------------------------------- | ---------------- | --------------- | ----------------------- | ------- |
| Agatha                  | 28 – 31 de mayo                 | Huracán categoría 2                        | 175 (110)           | 964               | 6.645   | Puerto Ángel, México                        | 30 de mayo       | 165 (105)       | $50 millones            | 9       |
| Blas                    | 14 – 19 de junio                | Huracán categoría 1                        | 140 (85)            | 978               | 7.8675  | Ninguno                                     | Ninguno          | Ninguno         | N/A                     | 4       |
| Celia                   | 16 – 28 de junio                | Tormenta tropical                          | 95 (60)             | 997               | 5.6775  | Ninguno                                     | Ninguno          | Ninguno         | N/A                     | 1       |
| Bonnie                  | 2 – 9 de julio                  | Huracán categoría 3                        | 185 (115)           | 964               | 15.84   | Ninguno                                     | Ninguno          | Ninguno         | N/A                     | 1       |
| Darby                   | 9 – 17 de julio                 | Huracán categoría 4                        | 220 (140)           | 953               | 18.7675 | Ninguno                                     | Ninguno          | Ninguno         | N/A                     | 0       |
| Estelle                 | 15 – 21 de julio                | Huracán categoría 1                        | 140 (85)            | 985               | 7.5375  | Ninguno                                     | Ninguno          | Ninguno         | N/A                     | 0       |
| Frank                   | 26 de julio – 2 de agosto       | Huracán categoría 1                        | 150 (90)            | 976               | 9.04    | Ninguno                                     | Ninguno          | Ninguno         | N/A                     | 0       |
| Georgette               | 27 de julio – 3 de agosto       | Tormenta tropical                          | 95 (60)             | 998               | 3.09    | Ninguno                                     | Ninguno          | Ninguno         | N/A                     | 0       |
| Howard                  | 6 – 10 de agosto                | Huracán categoría 1                        | 140 (85)            | 983               | 4.32    | Ninguno                                     | Ninguno          | Ninguno         | N/A                     | 0       |
| Ivette                  | 13 – 16 de agosto               | Tormenta tropical                          | 65 (40)             | 1005              | 0.1225  | Ninguno                                     | Ninguno          | Ninguno         | N/A                     | 0       |
| Javier                  | 1 – 4 de septiembre             | Tormenta tropical                          | 85 (50)             | 999               | 1.3275  | Ninguno                                     | Ninguno          | Ninguno         | N/A                     | 0       |
| Kay                     | 4 – 9 de septiembre             | Huracán categoría 2                        | 155 (100)           | 968               | 9.145   | Isla Socorro, México                        | 6 de septiembre  | 140 (85)        | $3.6 millones           | 3       |
| Kay                     | 4 – 9 de septiembre             | Huracán categoría 2                        | 155 (100)           | 968               | 9.145   | Bahía Asunción, Baja California Sur, México | 8 de septiembre  | 120 (75)        | $3.6 millones           | 3       |
| Lester                  | 15 – 17 de septiembre           | Tormenta tropical                          | 75 (45)             | 1002              | 0.7725  | Costa de Guerrero, México                   | 17 de septiembre | 65 (40)         | N/A                     | 1       |
| Madeline                | 17 – 20 de septiembre           | Tormenta tropical                          | 100 (65)            | 992               | 2.13    | Ninguno                                     | Ninguno          | Ninguno         | N/A                     | 3       |
| Newton                  | 21 – 25 de septiembre           | Tormenta tropical                          | 100 (65)            | 996               | 2.305   | Ninguno                                     | Ninguno          | Ninguno         | N/A                     | 0       |
| Orlene                  | 29 de septiembre – 3 de octubre | Huracán categoría 4                        | 215 (130)           | 954               | 9.0575  | Costa de Sinaloa, México                    | 3 de octubre     | 140 (85)        | $600 mil                | 0       |
| Paine                   | 3 – 5 de octubre                | Tormenta tropical                          | 75 (45)             | 1004              | 1.055   | Ninguno                                     | Ninguno          | Ninguno         | N/A                     | 0       |
| Julia                   | 9 – 10 de octubre               | Tormenta tropical                          | 75 (45)             | 1000              | 0.4475  | Ninguno                                     | Ninguno          | Ninguno         | N/A                     | 0       |
| Roslyn                  | 20 – 23 de octubre              | Huracán categoría 4                        | 215 (130)           | 954               | 9.0925  | Costa de Nayarit, México                    | 23 de octubre    | 195 (120)       | N/A                     | 4       |
| Totales de la temporada |                                 |                                            |                     |                   |         |                                             |                  |                 |                         |         |
| 19 ciclones             | 28 de mayo – 23 de octubre      |                                            | 220 (140)           | 949               | 114.24  | '                                           | '                | '               | $54.2 millones          | 26      |

## Energía Ciclónica Acumulada (ECA)
| 1                        | 14.96 (3.8075) | Darby  | 2  | 15.84  | Bonnie    |
| 3                        | 9.145          | Kay    | 4  | 9.0925 | Roslyn    |
| 5                        | 9.0575         | Orlene | 6  | 9.04   | Frank     |
| 7                        | 7.8675         | Blas   | 8  | 7.5375 | Estelle   |
| 9                        | 6.645          | Agatha | 10 | 5.6775 | Celia     |
| 11                       | 4.32           | Howard | 12 | 3.09   | Georgette |
| 13                       | 2.305          | Newton | 14 | 2.13   | Madeline  |
| 15                       | 1.3275         | Javier | 16 | 1.055  | Paine     |
| 17                       | 0.7725         | Lester | 18 | 0.4475 | Julia     |
| 19                       | 0.1225         | Ivette |    |        |           |
| Total: 111.1775 (3.8075) |                |        |    |        |           |

La Energía Ciclónica Acumulada (ACE, por sus siglas en inglés) es una medida de la energía del huracán multiplicado por la longitud del tiempo en que existió; las tormentas de larga duración, así como huracanes particularmente fuertes, tienen ACE alto. El ACE se calcula solamente a sistemas tropicales que exceden los 34 nudos (39 mph, 63 km/h), o sea, fuerza de tormenta tropical.